# Antiope (télétexte)
Pour les articles homonymes, voir Antiope.

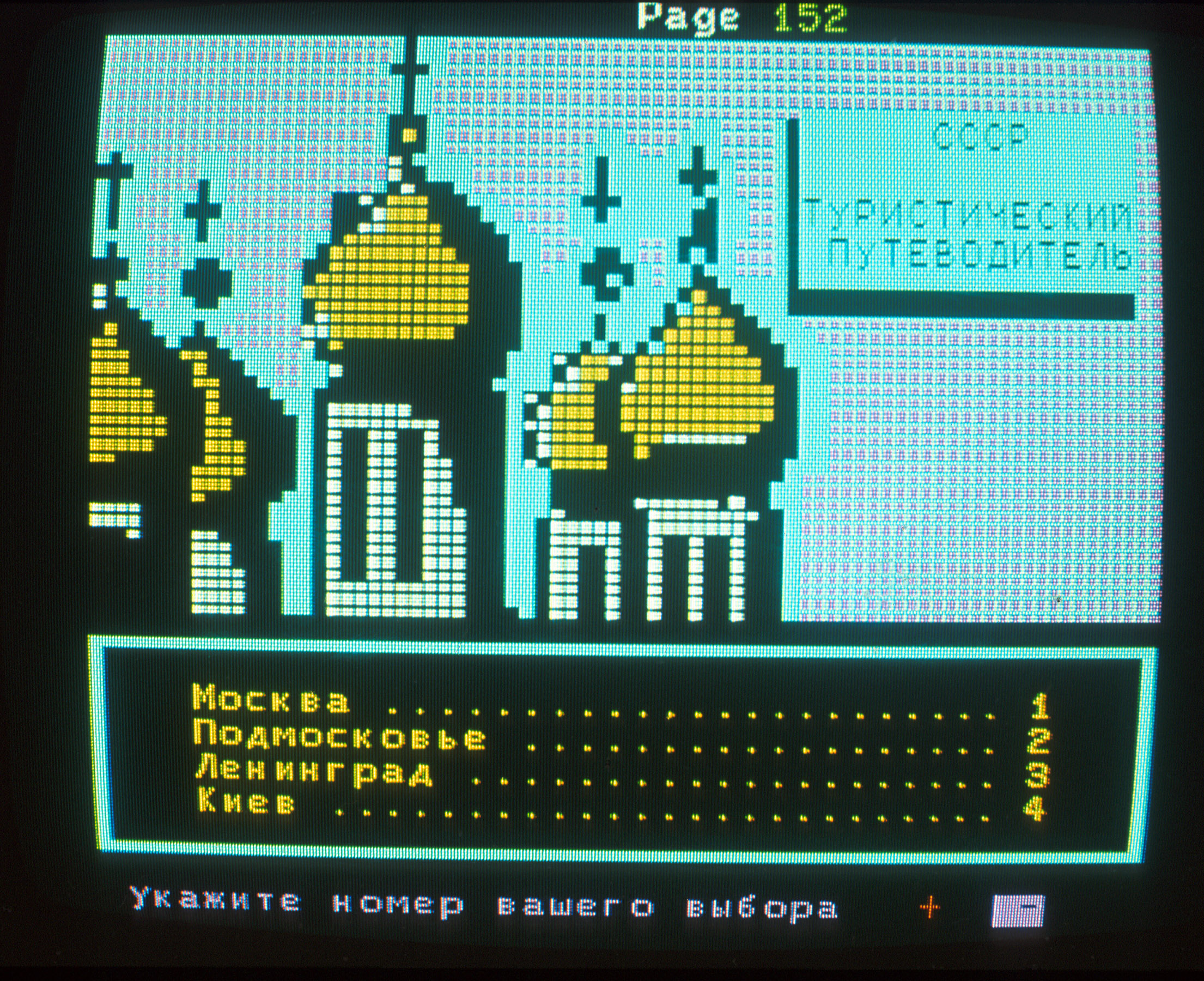
Exemple d'écran Antiope

Antiope est l'acronyme d'Acquisition numérique et télévisualisation d'images organisées en pages d'écriture. Ce système de transmission de données numériques français de télétexte et Vidéotex a été utilisé en télédiffusion dans les années 1980. Il exploitait les lignes invisibles du signal de télévision retransmis en analogique. Il a principalement été associé au standard de télévision Sécam.
Il servait à transmettre des informations textuelles et graphiques, telles que la météo, la bourse ou encore des sous-titres pour malentendants. La norme Vidéotex a ensuite été utilisée pour le Minitel.

## Historique
Il a été conçu par le Centre commun d'études de télévision et télécommunications de Rennes à partir de 1972, et présenté pour la première fois en 1976, simultanément au Vidcom de Cannes et à l'exposition СПОРТ 76 à Moscou, en tant que système d'information en temps réel destiné aux journalistes pour les Jeux olympiques d'été de 1980. Selon Bernard Marti, à l'issue de cette simulation, les Soviétiques ont demandé si "ça marche aussi sur le téléphone", ce qui a convaincu les ingénieurs du CCETT d'adapter Antiope en un service téléphonique qui deviendra le Minitel,.
Une différence technique fondamentale entre Antiope et UK Teletext, développé au Royaume-Uni par la BBC sous la marque CEEFAX et par l'IBA sous la marque ORACLE, provient du fait qu'Antiope a été développé par une équipe composée à la fois d'ingénieurs de la télévision et d'ingénieurs en télécommunications, tandis que UK Teletext a été conçu seulement par des ingénieurs en télévision. Dans les deux cas, les données de télétexte sont transmises pendant une portion du temps réservé au retour du faisceau d'électrons du bas de l'écran vers le haut entre chaque trame de l'image (ce qui correspond au temps de transmission de vingt-cinq lignes PAL ou Sécam).
Chacune des lignes utilisées (deux généralement dans le cas de UK Teletext) transporte un paquet de taille fixe (40 o pour les systèmes européens, 32 o aux États-Unis). Dans le cas du système Ceefax, chaque paquet de 40 o représente une ligne (dite rangée, row en anglais) de texte de quarante caractères, chaque octet représentant à la fois le caractère et sa place dans la rangée qui correspond à sa place dans le paquet (système dit vidéosynchrone).

Au contraire, dans le cas d'Antiope, la structure du paquet est indépendante de la structure de visualisation : certains paquets peuvent contenir plusieurs rangées courtes ou une fraction de certaines rangées comportant de nombreux changements de couleur ou des caractères accentués (codés avec deux ou trois octets). En contrepartie (voir l'article Vidéotex), les changements de couleur ou les passages en mode graphique (dit mosaïque), qui occupent un emplacement d'espace sur l'écran dans le cas de UK Teletext, se font librement dans le cas d'Antiope ce qui permet de construire des pages plus élaborées. Sur la base du système Antiope ont été conçus des systèmes multilingues et multialphabétiques ainsi que des systèmes utilisant des alphabets dynamiquement redéfinissables (DRCS) surtout mis en œuvre pour la version téléphonique (ou Vidéotex).

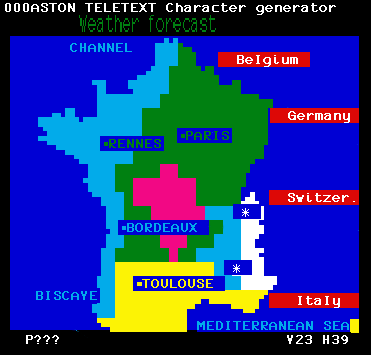
Page UK Teletext.

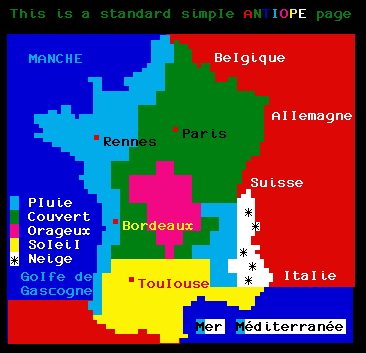
La même page dans le système Antiope

La diffusion commerciale d'Antiope commence en 1979 sur Antenne 2. Pour populariser le service, les pages Antiope sont même par moments transmises en clair à la place de la Mire.
Depuis 1977, un magazine Antiope Bourse est déjà diffusé sur le réseau 3, à Paris. Lors de la création de la chaîne Canal+, il est étendu sur le réseau national 4 et prend le nom de Chronoval.
TF1 et FR3 se mettent eux aussi à diffuser du contenu Antiope au début des années 1980. Un décodeur Antiope est un boîtier terminal relié à un téléviseur via une prise Péritel. La marque Grundig France commercialise toutefois des téléviseurs avec décodeur Antiope intégré à partir de 1983, suivie par d'autres constructeurs.
À partir de 1983, le système est utilisé par Antenne 2 pour le sous-titrage pour sourds et malentendants : trois émissions sont alors sous-titrées à la fin de l'année. En 1984, ce sont quinze émissions sur les trois chaînes qui sont sous-titrées, puis trente en 1985.
Mais malgré des essais de diffusion à l'étranger, notamment en URSS et aux États-Unis, la norme française ne réussit pas à s'imposer.
Dans sa version diffusée, Antiope a finalement été remplacé par le système européen de télétexte, qui dérive de UK Teletext. Le passage au nouveau standard s'est fait avant 1991 sur France 2 et France 3, et vers 1992, sur TF1. Ainsi, Antiope, comme service de télétexte, a disparu avant que le télétexte ne soit répandu en France mais le système est resté exploité plus de trente ans dans le service de Vidéotex français (symbolisé par le Minitel).

## voir aussi
- World System Teletext